# JUNG E
Правильна назва цієї сторінки — JUNG_E, але її не можна використовувати через технічні обмеження.
JUNG_E (кор.: хангиль: 정이) — південнокорейський науково-фантастичний фільм, сценаристом і режисером якого є Йон Сан Хо, у головних ролях Кан Су Йон, Кім Хьон Джу та Рю Кьон Су. У фільмі представлена остання поява Кан Су Йон, яка померла перед виходом. Його вихід на Netflix заплановано на 20 січня 2023 року.

## Сюжет
Jung_E зображує спустошену Землю у 22 столітті, яка більше не придатна для життя через зміну клімату. Серед хаосу в притулку, побудованому для виживання людей, спалахує внутрішня війна. Перемога, тобто кінець війни, тепер залежить від пошуку способу клонувати легендарну найманку Jung_E у масштабованого робота.

## Акторський склад
- Кан Су Йон — Сохен[5]

Керівник групи дослідницького інституту, який розробляє технології клонування мозку та штучного інтелекту, а також відповідає за клонування мозку Jung_E та перевірку бойової потужності.
- Кім Хьон Джу як Jung_E[6]

Колишня лідерка Об'єднаних сил і об'єкт експерименту з клонування мозку.
- Рю Кьон Су — Санг Хун[7]

Керівник науково-дослідного інституту, який повинен досягти успіху в експерименті з клонування мозку.

## Виробництво
Кім Хен Джу та Рю Кюн Су також з'явилися в попередній роботі режисера Йона Сан Хо — серіалі Netflix Hellbound 2021 року.
Зйомки почалися в листопаді 2021 року і завершилися в січні 2022 року.